# Karl (Nassau-Usingen)

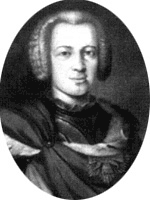
Fürst Karl von Nassau-Usingen

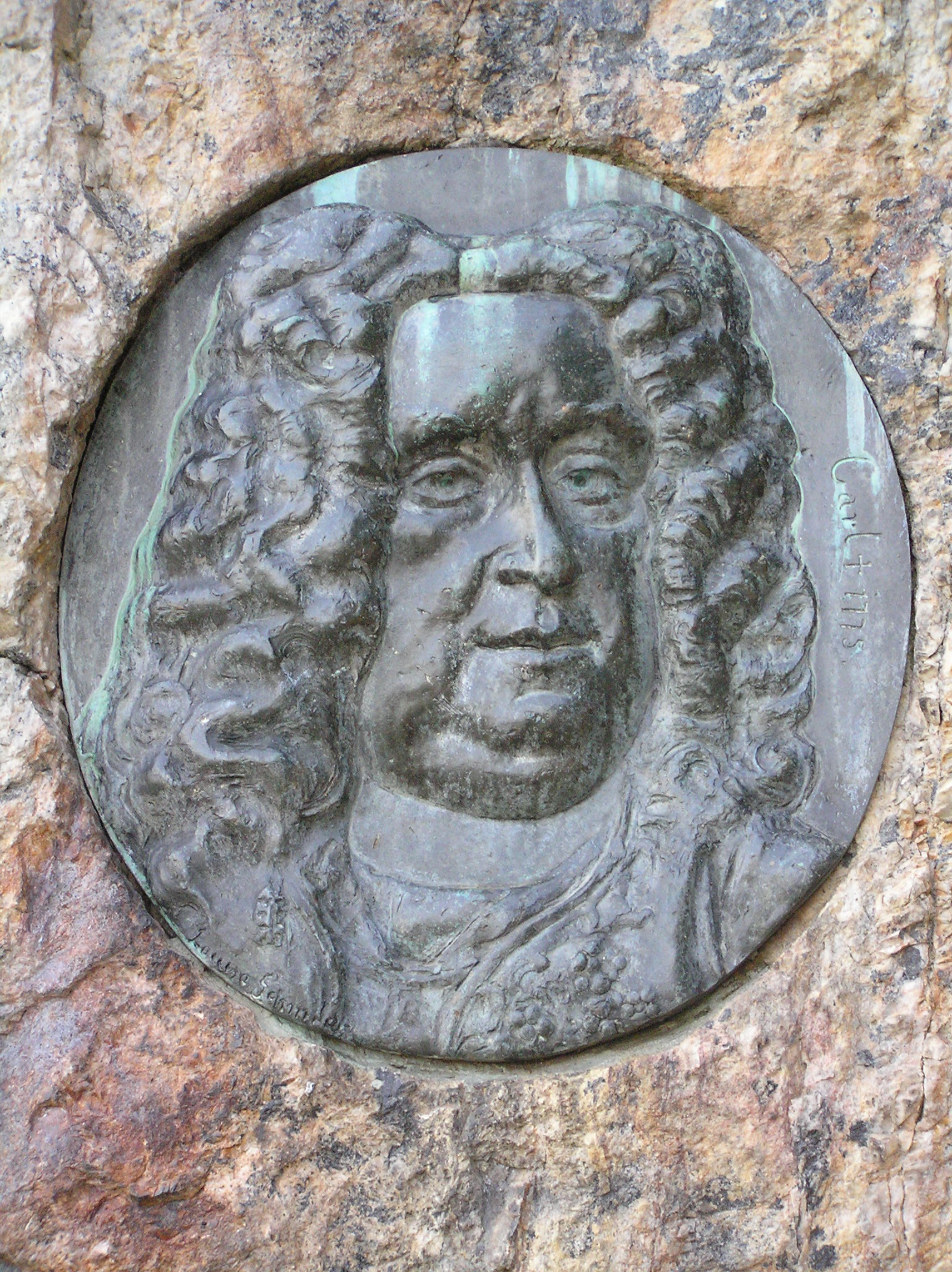
Denkmal im Usinger Schlosspark

Urkunde des Fürsten Karl von Nassau-Usingen zur Bestellung von Mundköchen und Küchenmeistern für die Residenz Biebrich, Dezember 1768, Zeichnungen und Handschrift von Johann Gottfried Reuter auf Pergament, 37 × 55 cm, Privatsammlung Wiesbaden

Karl von Nassau-Usingen (* 1. Januar 1712 in Usingen; † 21. Juni 1775 in Biebrich) war von 1718 bis 1775 Fürst von Nassau-Usingen.

## Biografie
Karl war der Sohn von Fürst Wilhelm Heinrich von Nassau-Usingen und Charlotta Amalia, geborene Prinzessin von Nassau-Dillenburg (1680–1738).
Nach dem Tod seines Vaters 1718 übernahm zunächst seine Mutter als Regentin die Regierungsgeschäfte. Von 1729 bis 1731 studierte er an der Universität Gießen. Er ging danach nach Paris und kehrte 1731 über Lothringen nach Usingen zurück. Im Jahr 1733 wurde er vom Kaiser für mündig erklärt und führte das Fürstentum Nassau-Usingen bis zu seinem Tod im Jahr 1775.
Nach dem Aussterben der anderen Linien fielen 1728 Saarbrücken-Saarwerden und Ottweiler sowie Idstein mit Wiesbaden an Nassau-Usingen. 1735 Teilte Charlotta Amalia die nassauischen Territorien zwischen Karl und seinem jüngeren Bruder Wilhelm Heinrich auf. Karl erhielt die Grafschaft Usingen sowie die Herrschaften Lahr, Idstein und Wiesbaden, Wilhelm Heinrich die Grafschaften Saarbrücken (einschließlich der Herrschaft Ottweiler) und Saarwerden. Am 11. August 1736 wurde Fürst Karl der Weiße Adlerorden verliehen.
Residenz des Hauses Nassau-Usingen war seit 1659 die Stadt Usingen im Taunus. Im Jahr 1744 verlagerte Karl die Residenz ins Schloss Biebrich, das zuvor bereits als Sommerresidenz genutzt wurde. Im Wiesbadener Wald gründete er die Fasanerie und gab den Bau des dortigen Jagdschlosses in Auftrag, das 1749 fertiggestellt wurde.
Im Dezember 1768 erhielt er auch den Elephanten-Orden.
Fürst Karl profitierte in seiner Regierungszeit von den „modernen“ Gesetzen seiner Mutter. Auch ihm ging es um das Wohlergehen seiner Untertanen. Besonders förderte er Wiesbaden, den Sitz der Regierung, die im alten Schloss untergekommen war. In Wiesbaden konnte sich eine Buchdruckerei niederlassen, außerdem gründete er eine Fayencefabrik und er organisierte das Glücksspiel neu. Besonders erwähnenswert ist sein Verbot des Kaffeetrinkens. Dabei spielten nicht nur Gesichtspunkte der Gesundheit eine Rolle, sondern er sah die Gefahr, dass durch den Import der Kaffeebohnen sehr viel Geld ins Ausland gehen würde.
Nach seinem Tod am 21. Juni 1775 in Biebrich wurde er in der Familiengruft in der Usinger Laurentiuskirche beigesetzt. Ihm folgte sein ältester Sohn Karl Wilhelm als Fürst von Nassau-Usingen nach.

## Familie
Am 26. Dezember 1734 heiratete Fürst Karl Prinzessin Christiane Wilhelmine von Sachsen-Eisenach (1711–1740), eine Tochter von Herzog Johann Wilhelm von Sachsen-Eisenach. Aus der Ehe gingen vier Kinder hervor:
- Karl Wilhelm (* 1735; † 1803), Fürst von Nassau-Usingen
- Franziska (* 1736; † 1741)
- Friedrich August (* 1738; † 1816), Fürst von Nassau-Usingen und späterer Herzog von Nassau
- Johann Adolf (* 1740; † 1793), preußischer General

In zweiter morganatischer Ehe heiratete Karl die Wiesbadenerin Magdalene Groß (* 1714; † 1787), die Tochter des Wiesbadener Stadtschultheißen Groß. Aus dieser Ehe gingen ebenfalls vier Kinder hervor:
- Philippina Katharina von Biburg (* 17. Mai 1744; † 17. Juli 1798) ⚭ 1773 Karl Friedrich von Kruse (1737–1806)
- Karl Philipp Graf von Weilnau (* 25. März 1746; † 15. August 1789)
- Sophie Christine    (* 20. Juni 1750; † 16. November 1750)
- Wilhelm Heinrich  (* 15. Februar 1755; † 6. April 1755)